# Carallia garciniifolia
Carallia garciniifolia är en tvåhjärtbladig växtart som beskrevs av Foon Chew How och C.N. Ho. Carallia garciniifolia ingår i släktet Carallia, och familjen Rhizophoraceae. Inga underarter finns listade i Catalogue of Life.